# Арпеник Налбандян
Арпеник Налбандян (на арменски: Արփենիկ Նալբանդյան) е съветско-арменска художничка.

## Биография
Родена е на 23 декември 1916 г. в Тбилиси, Руската империя. Учи рисуване в Държавната художествена академия в Тбилиси. През 1943 г. става член на Съюза на арменските художници. От 1946 г. преподава в Института за изящно изкуство в Ереван. През 1948 – 1952 г. е избрана за представител в градския съвет.
През 1956 г. е удостоена с почетното звание „заслужил художник“ и е наградена с медал към званието. През 1957 г. е назначена за преподавател в Москва, през 1961 г. е удостоена със званието „народен художник“ в Армения. Умира на 17 май 1964 г. в Ереван, СССР.

## Изложби
Нейни картини участват в множество изложби в Армения и в други републики на Съветския съюз:
- 1942 – „Героизмът на Червената армия“, Ереван
- 1943 – самостоятелна изложба, Дом на артиста, Ереван
- 1948 – самостоятелна изложба „38 работи“, Дом на артиста, Ереван
- 1967 – самостоятелна изложба, Дом на артиста, Ереван
- 1988 – портретна изложба, Ереван
- 2001 – самостоятелна изложба
- 2016 – самостоятелна изложба за 100-годишнината от рождението ѝ в Националната галерия на Армения

## Семейство
- Брат – Дмитри Налбандян, народен художник на СССР, действителен член на Академията за изящно изкуство на СССР.
- Съпруг – Едуард Исабекян, народен художник на Армения, професор. Женят се през 1940 г.

Деца:
- Мхер Исабекян – художник
- Арам Исабекян – художник, ректор на Акаденията за изящни изкуства в ереван, професор

## Творчество
Автор е на около 300 картини, част от тях се намират в Националната художествена галерия на Армения, Националната галерия на Грузия, Галерията на Гюмри и в частни колекции.

### Портрети
- „Автопортрет“, 1942
- „Момичето“ – 1957
- „Портрет на Мери Кокар“, 1960
- „Мама Овсана“, 1962
- „Х. Хожханисян“, 1963

### Пейзажи
- „Ахтала“, 1943
- „Есенен пейзаж“, 1953
- „Хндзореск“, 1962

### Други картини
- „В медитация“, 1939
- „В източник“, 1957
- „Играяч от Воскеваз“, 1958